# باريس تورز 1908
باريس تورز 1908 هو سباق دراجات هوائية، وهو الموسم رقم 5 من باريس تورز، وأقيم في 1908.
فاز بالمركز الأول Omer Beaugendre ‏، وبالمركز الثاني Frédéric Saillot ‏، وبالمركز الثالث فرانسوا فابر.

## الفائزون
| الترتيب | الفائز            |
| ------- | ----------------- |
| الفائز  | Omer Beaugendre ‏  |
| الثاني  | Frédéric Saillot ‏ |
| الثالث  | فرانسوا فابر      |